# Kartenalė II
Kartenalė II je řeka na západě Litvy v okresech Plungė (Telšiaiský kraj) a Kretinga (Klaipėdský kraj), v Žemaitsku. Pramení v mokřadu Reiskių tyras u vsi Palioniškiai 2 km na západ od vsi Reiskiai. Řeka teče celá směrem západním, meandruje jen mírně. Protéká mezi navzájem blízkými obcemi Greičiai (levý břeh) a Žutautai. Necelé 2 km před soutokem s Minijí při soutoku s řekou Kartenalė I je na levém břehu hradiště "Kačaičių piliakalnis" a řeka protéká Kartenalskou entomologickou rezervací. Do řeky Minije se vlévá naproti městu Raguviškiai jako její levý přítok 78,6 km od jejího ústí do Atmaty.

## Přítoky
- Levé:

| Hydrologické pořadí | Řeka      | Délka (km) | Povodí (km²) | Vzdálenost od ústí (km) | Ústí kde | Koordináty ústí |
| ------------------- | --------- | ---------- | ------------ | ----------------------- | -------- | --------------- |
| 17010542            | Alksnupis | 4,5        | 5,0          | 2,5                     |          |                 |

- Pravé:

| Hydrologické pořadí | Řeka        | Délka (km) | Povodí (km²) | Vzdálenost od ústí (km) | Ústí kde | Koordináty ústí |
| ------------------- | ----------- | ---------- | ------------ | ----------------------- | -------- | --------------- |
| 17010541            | Tyrupis     | 6,9        | 15,4         | 10,6                    |          |                 |
| 17010543            | Kartenalė I | 7,6        | 15,1         | 2,2                     |          |                 |